# Elduino di Milano
Elduino detto anche Ilduino (... – 23 luglio 936) è stato un abate e arcivescovo belga, arcivescovo di Milano dal 932 al 936.

## Biografia
Elduino era un monaco benedettino, che fu eletto abate di Lobbes nell'873, rimanendo in carica fino all'880. Fu candidato alla sede vescovile di Liegi, sostenuto da Gilberto di Lotaringia, figura di spicco dell'aristocrazia lotaringia, che intratteneva cordiali rapporti con il re di Germania, Enrico I di Sassonia. Forte di questo appoggio Ilduino, nel 920, fu eletto vescovo di Liegi dall'arcivescovo Ermanno di Colonia.
Ma questa elezione improvvisa, appena nota alle autorità ecclesiastiche, fu disconosciuta ed Elduino fu subito scomunicato dal re Carlo III di Francia, sostenuto da papa Giovanni X, che nominò al suo posto Richerio.
Fu eletto vescovo di Verona nel 928.
Elduino era imparentato con Ugo di Borgogna, il quale aveva fatto pressione perché sulla sede archiepiscopale di Milano sedesse un suo uomo di fiducia, interessato alla sua causa. Fu trasferito alla sede di Milano nel 932.
Per questa sua provenienza, fu sempre protetto e favorito e l'arcidiocesi milanese e la stessa città di Milano, durante il suo episcopato, goderono di un periodo di pace e prosperità.
Elduino morì il 23 luglio 936. Fu sepolto nella basilica di Santa Maria Maggiore.

## Genealogia episcopale
La genealogia episcopale è:
- Arcivescovo Ermanno I di Colonia
- Arcivescovo Elduino di Milano, O.S.B.